# خرافيات (سمك)
الخُرافِيَّات فصيلة أسماك بحرية من رتبة كاملات الرؤوس. أجناسها وأنواعها المحيط الأطلسي والبحر الأبيض المتوسط. جميعها عجبية الشكل مستطيلة الجسم العادم الفلوس، غليظة الرأس والصدر مستدقة الذنب السوطي الطرف. من أشهر أجناسها الخرافة.

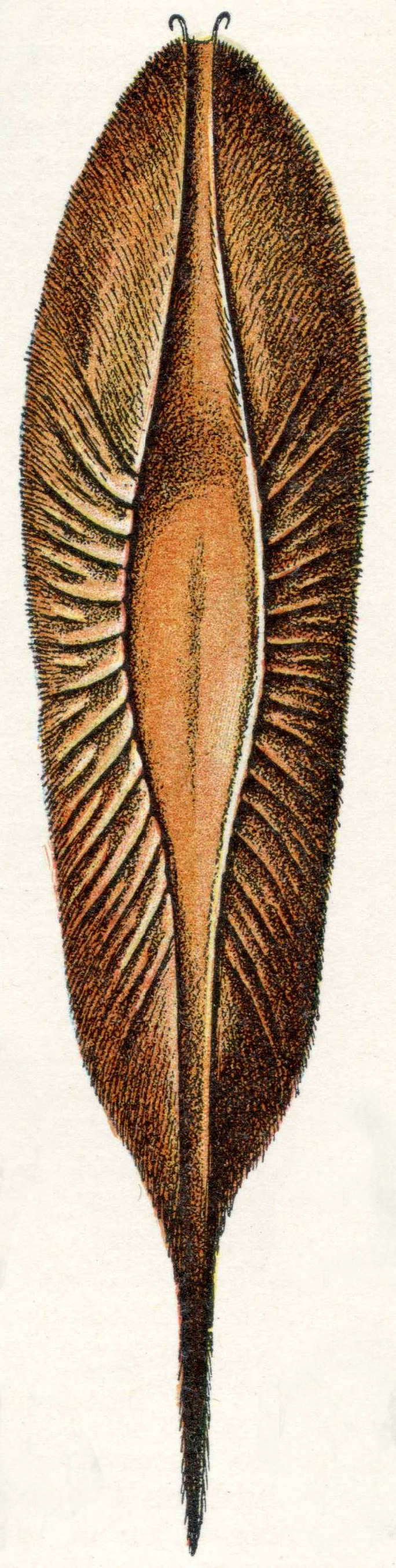
بيض الكيميرا